# Ujezna
Ujezna – wieś w Polsce położona w województwie podkarpackim, w powiecie przeworskim, w gminie Przeworsk.
Miejscowość jest siedzibą rzymskokatolickiej parafii Matki Bożej Pocieszenia.
W latach 1975–1998 miejscowość administracyjnie należała do województwa przemyskiego.

## Historia
Najstarsze wzmianki o Ujeznej pochodzą z 1387 roku gdy król Władysław Jagiełło nadał Janowi Tarnowskiemu Jarosław z pobliskimi wioskami. W 1450 roku Jan z Jarosławia sprzedał sołectwo proboszczowi Bożogrobców z Przeworska. Nazwa wsi pochodzi od słowa „ujazd” oznaczający sądowy objazd dla ustalenia spornych granic. Była również w użyciu nazwa Wola Zawadzka, od pobliskiej Zawady.
Wieś była wzmiankowana następnie w regestrach poborowych, które zapisali poborcy podatkowi ziemi przemyskiej w 1515 roku jako Vyezna i posiadała 8 łanów kmiecych, a w 1589 roku wieś była wzmiankowana jako Zawada vel Więzna. W 1628 roku wieś była wzmiankowana jako Zawada vel Wiezna. W 1651 roku wieś była wzmiankowana jako Zawoda et Uiezna. W 1658 roku wieś była wzmiankowana jako Zawada seu Wiezna. W 1674 roku w Zawadzie seu Wieznie było 31 domów. W 1921 roku w Ujeznej było 141 domów.

## Kościół
W 1923 roku zbudowano drewniany kościół pw. Matki Bożej Pocieszenia. 2 sierpnia 1936 roku została erygowana parafia. 

## Oświata
Początki szkolnictwa w Ujeznej według miejscowej tradycji rozpoczęły się w 1893 roku. W 1912 roku oddano do użytku murowany budynek szkolny.
9 czerwca 2003 roku szkoła otrzymała imię bł. Jana Balickiego. W 2006 roku oddano do użytku obecny budynek szkolny. W 1999 roku na mocy reformy oświaty nastąpiła zmiana na 6-letnią szkołę podstawową i 3-letnie gimnazjum. W 2017 roku na mocy reformy oświaty przywrócono szkołę 8-letnią.

## Osoby związane z miejscowością
- inż. prof. Edward Perykasza